# Клундт, Клаус
Клаус Клундт (нем. Klaus Klundt, род. 25 декабря 1941 года) — немецкий шахматист, международный мастер (1988).

## Биография
Был участником 19-й Олимпиады (1970) в Зигене в составе сборной ФРГ.
Многократно участвовал в финале чемпионата Западной Германии по шахматам, завоевав две медали, серебряную (1970) и бронзовую (1969).
Играл за Западную Германию в командном первенстве мира по шахматам:.
- В 1968 году завоевал серебряную медаль в командном зачете на первой резервной доске в 15-м командном первенстве мира по шахматам среди студентов в Ибс-ан-дер-Донау (+4, =2, −2).

Стал одним из ведущих шахматистов в Западной Германии и занял в 1969 году третье, а в 1970 уже второе место на индивидуальных чемпионатах страны.
Играл за Западную Германию на шахматных олимпиадах:.
- В 1970 году на второй резервной доске на 19-й шахматной Олимпиаде в Зигене (+4, =2, −2, −2).

Играл за Западную Германию в Кубке Клары Бенедикт:.
- В 1971 году на третьей доске 18-го Кубка Клары Бенедикт в Мадриде (+1, =1, −2).

Играл за Западную Германию в Чемпионате северных стран:.
- В 1972 году на третьей доске на 3-м этапе Чемпионата северных стран в Гроссенброде (+1, =1, −2) завоевал бронзовую медаль команды.

Клаус Клундт вернулся к активной шахматной игре во второй половине 1980-х годов, добившись успехов на международных шахматных турнирах: разделил 2 место в Аугсбурге (1987/88) и в Вюрцбурге (1989), занял 3 место в Линце (1995) и 1 место в Аугсбурге (1997).
В 1988 году ему было присвоено звание международного мастера ФИДЕ.
В 2004 году в Галле Клаус Клундт завоевал серебряную медаль на Чемпионате мира по шахматам среди ветеранов (возрастная группа S60).
В 2005 году в Эссене выиграл чемпионат Германии по шахматам среди ветеранов.

## Изменения рейтинга
| Графики недоступны из-за технических проблем. См. информацию на Фабрикаторе и на mediawiki.org. |